# Савон Олексій Антонович
Олексій Антонович Савон (*2 квітня 1942, с. Лиски Прилуцький район, Чернігівська область, німецька зона окупації України) —† 26 вересня 2012, Прилуки) - український краєзнавець, співавтор першого в історії універсального довідника про Прилуцький край «Прилуччина: Енциклопедичний довідник» (2007).

## Біографія
Олексій Антонович Савон народився 2 квітня 1942 року в селі Лисках Прилуцького району Чернігівської області.
Дідусь Савон Мина Миронович мав 4-х синів: Савву (1901 р.н.), Антона (1907 р.н., батько Олексія Антоновича), Степана (1914 р.н.) та Григорія (1919 р.н.).
Савва та Степан були добрими столярами, Григорій пішов у батька: працював злотницькій, слюсарній роботі, допомагав у млині батька та міг і замінити.
Антон Минович Савон з малого віку був привчений до будь-якої роботи: пасти худобу, водити коня на пашу та інше. Одружився в 1929 році на Уляні Омелянівні Шевченко. Брав участь у Фінляндській війні (1939 р.), 1941-1945 рр. на Західній Україні. Війну закінчив у Німеччині. з 1945 р. по 1963 р. працював у Лисках, в колгоспі, в рільничій бригаді їздовим, теслею у столярній майстерні. В 1964 році купили хату за 32500 рублів і переїхали в Переволочну. Помер у 60 років на руках Олексія Антоновича Савона.
Уляна Омелянівна (Шевченко) Савон народилася 17.08.1907 року в с. Переволочній, у сім'ї селянина-бідняка. Батько Шевченко Омельян Федорович, мати Марія Михайлівна Охріменко з с. Краслян. Мала 2-х братів та 2-х сестер: Захар (24.03.1904 р.), Анастасію (14.12.1909 р.), Федора ((07.07.1912 р.) та Катерину (18.11.1914 р.). Після одруження з Антоном Миновичем у 1930 році народжує дівчинку (Наталя), у 1932 р. Ніну, обидві помирають у 1932 році від запалення легень. У 1934 році - Галину, у 1936 році помирає від рахіту.
28.08.1936 року народжує Наталію, але похрестили дівчинку в 1942 році.
13.07.1938 року народжує Лідію. Обидві дівчини переїхали і проживали в Кривому розі.
Свідоцтво про народження було видане пізніше, тому й записано, що народився Савон О.А, 02.04.1942 року, насправді 19.03.1942 року по це була видана довідка Лисківським старшиною 9 червня 1942 року Уляні Омелянівні, написана олівцем, без штампу.
У 1949—1953 роках навчався в Лисківській початковій, з 1953 по 1956 роки — Краслянській семирічній, з 1956 по 1959 — Переволочнянській середній школах, в Прилуцькому гідромеліоративному технікумі (1961) та Ніжинському технікумі механізації сільського господарства. Отримав диплом техніка-механіка сільського господарства.
Після служби в армії (1962—65) працював у Прилуцькому районному вузлі зв'язку, в 11-й дистанції сигналізації і зв'язку Південної залізниці в Прилуках. Після виходу на пенсію жив у Прилуках.

26 вересня 2012 року перестало битися серце справжнього патріота рідної землі.
Багато років О. А. Савон займався дослідженням історії Прилуччини, мав друковані праці:
- «Дідівці. Садиба творчості і доброти» (про перебування М. І. Костомарова на Прилуччині), 1993;
- «Матеріальна культура Прилуччини. Промисли і ремесла», 2004;
- «Удай тихоплинний. Минуле і сучасне річки та її притоків», 2007;
- «Прилуччина: Енциклопедичний довідник», 2007 (у співавторстві з Д. О. Шкоропадом).
- "Творці історії Прилуччини", 2009;
- "Книга нашої пам'яті. Краєзнавчі нариси", 2011.

Друкувався у часописах «Рідний край», «Чумацький шлях», місцевих періодичних виданнях.

## Джерело
- Про авторів // Прилуччина: Енциклопедичний довідник, Ніжин: «Аспект-Поліграф», 2007, — с. 555